# Panecillo (Greenwich Island)
Der Panecillo ist ein 30 m hoher und felsiger Hügel auf Greenwich Island im Archipel der Südlichen Shetlandinseln. Er ragt auf dem Canto Point am Ufer der Discovery Bay auf. Am Fuß des Hügels befindet sich die ecuadorianische Pedro-Vicente-Maldonado-Station.
Ecuadorianische Wissenschaftler benannten sie nach dem Hügel El Panecillo in Quito, der Hauptstadt Ecuadors.